# Mistrovství Československa v orientačním běhu 1992
Mistrovství České a Slovenské federativní republiky v orientačním běhu proběhlo v roce 1992 ve třech individuálních a dvou týmových disciplínách.

## Mistrovství ČSFR na dlouhé trati
| Datum závodu   | 25. 4. 1992 |  | Místo konání    | Chuchelná • aréna |  | Pořadatel       | VSK VŠB TU Ostrava+ TJ Slavia Minerva Opava |
| Ředitel závodu | Pavel Mucha |  | Hlavní rozhodčí | Oldřich Klečka    |  | Stavitelé tratí | Evžen Kostka, Martin Sadílek                |
| Název mapy     | Smíšená     |  | Web závodu      |                   |  | Výsledky závodu |                                             |

| Zkrácené výsledky             | Zkrácené výsledky       | Zkrácené výsledky               | Zkrácené výsledky       | Zkrácené výsledky       | Zkrácené výsledky | Zkrácené výsledky       | Zkrácené výsledky               | Zkrácené výsledky       | Zkrácené výsledky       |
| Pořadí                        | H21 – muži              | H21 – muži                      | H21 – muži              | H21 – muži              | Pořadí            | D19 (21) – ženy         | D19 (21) – ženy                 | D19 (21) – ženy         | D19 (21) – ženy         |
| ----------------------------- | ----------------------- | ------------------------------- | ----------------------- | ----------------------- | ----------------- | ----------------------- | ------------------------------- | ----------------------- | ----------------------- |
| Zlatá medaile                 | Vlastimil Uchytil       | Sportcentrum Jičín              | 2:36:12                 |                         | Zlatá medaile     | Jana Cieslarová         | Slezská univerzita Ostrava      | 1:39:28                 |                         |
| Stříbrná medaile              | Martin Tichovský        | VSK ČVUT Fakulta Stavební Praha | 2:42:03                 | +5:51                   | Stříbrná medaile  | Šárka Valášková         | USK Praha                       | 1:40:47                 | +1:19                   |
| Bronzová medaile              | Tomáš Honzík            | VSK Mendelu Brno                | 2:42:50                 | +6:38                   | Bronzová medaile  | Mária Honzová           | Slezská univerzita Ostrava      | 1:46:34                 | +7:06                   |
| 4                             | Petr Henych             | VSK ČVUT Fakulta Stavební Praha | 2:45:06                 | +8:54                   | 4                 | Hana Lejsková           | USK Praha                       | 1:49:28                 | +10:00                  |
| 5                             | Peter Barcík            | Akademik TU Košice              | 2:49:48                 | +13:36                  | 5                 | Kateřina Šulcová        | VSK ČVUT Fakulta Stavební Praha | 1:53:24                 | +13:56                  |
| 6                             | Evžen Pekárek           | VSK Mendelu Brno                | 2:52:29                 | +16:17                  | 6                 | Hana Doleželová         | TJ TŽ Třinec                    | 1:56:10                 | +16:42                  |
| 7                             | Radovan Jonáš           | VŠLD Zvolen                     | 2:53:53                 | +17:41                  | 7                 | Kristýna Šimůnková      | USK Praha                       | 2:01:17                 | +21:49                  |
| 8                             | Petr Vanka              | SK OK 24 Praha                  | 2:54:12                 | +18:00                  | 8                 | Erika Pařízková         | USK Praha                       | 2:01:46                 | +22:18                  |
| 9                             | Miloslav Maťátko        | SK SKI-OB Šternberk             | 2:54:40                 | +18:28                  | 9                 | Lenka Frysková          | SK OK 24 Praha                  | 2:09:17                 | +29:49                  |
| 10                            | Lumír Urbánek           | SKOB Ostrov                     | 2:54:44                 | +18:32                  | 10                | Michaela Vomelová       | VSK ČVUT Fakulta Stavební Praha | 2:10:19                 | +30:51                  |
| Pořadí                        | H19 – junioři           | H19 – junioři                   | H19 – junioři           | H19 – junioři           | Pořadí            |                         |                                 |                         |                         |
| Zlatá medaile                 | Aleš Drahoňovský        | Dukla Praha                     | 2:10:24                 |                         |                   |                         |                                 |                         |                         |
| Stříbrná medaile              | Petr Strejček           | KOS TJ Tesla Brno               | 2:12:20                 | +1:56                   |                   |                         |                                 |                         |                         |
| Bronzová medaile              | Richard Klech           | OK Jilemnice                    | 2:16:18                 | +5:54                   |                   |                         |                                 |                         |                         |
| Pořadí                        | H17 – starší dorostenci | H17 – starší dorostenci         | H17 – starší dorostenci | H17 – starší dorostenci | Pořadí            | D17 – starší dorostenky | D17 – starší dorostenky         | D17 – starší dorostenky | D17 – starší dorostenky |
| Zlatá medaile                 | Václav Zakouřil         | OOB TJ Turnov                   | 1:58:28                 |                         | Zlatá medaile     | Martina Horáčková       | Slavia Liberec orienteering     | 1:27:12                 |                         |
| Stříbrná medaile              | Radek Novotný           | OK Slavia Hradec Králové        | 2:03:31                 | +5:03                   | Stříbrná medaile  | Iva Navrátilová         | SKP Hradec Králové              | 1:33:56                 | +6:44                   |
| Bronzová medaile              | Vladimír Szegeny        | Topoľčianky                     | 2:08:55                 | +10:27                  | Bronzová medaile  | Martina Rákayová        | Dargov Košice                   | 1:38:17                 | +11:05                  |
| << předchozí • následující >> |                         |                                 |                         |                         |                   |                         |                                 |                         |                         |

Souhrnné informace naleznete v článku Mistrovství Československa na dlouhé trati.

## Mistrovství ČSFR na klasické trati
| Datum závodu   | 19. 9. 1992 |  | Místo konání    | Malé Hradisko - Okluky • aréna |  | Pořadatel       | KOB ZPV Prostějov |
| Ředitel závodu |             |  | Hlavní rozhodčí |                                |  | Stavitelé tratí | Dušan Vystavěl    |
| Název mapy     | Čertův hrad |  | Web závodu      |                                |  | Výsledky závodu |                   |

| Zkrácené výsledky             | Zkrácené výsledky       | Zkrácené výsledky            | Zkrácené výsledky       | Zkrácené výsledky       | Zkrácené výsledky | Zkrácené výsledky       | Zkrácené výsledky           | Zkrácené výsledky       | Zkrácené výsledky       |
| Pořadí                        | H21 – muži              | H21 – muži                   | H21 – muži              | H21 – muži              | Pořadí            | D19 (21) – ženy         | D19 (21) – ženy             | D19 (21) – ženy         | D19 (21) – ženy         |
| ----------------------------- | ----------------------- | ---------------------------- | ----------------------- | ----------------------- | ----------------- | ----------------------- | --------------------------- | ----------------------- | ----------------------- |
| Zlatá medaile                 | Tomáš Prokeš            | USK Praha                    | 1:23:26                 |                         | Zlatá medaile     | Jana Cieslarová         | Slezská univerzita Ostrava  | 1:04:45                 |                         |
| Stříbrná medaile              | Tomáš Kovářík           | VSK VŠB TU Ostrava           | 1:26:11                 | +2:45                   | Stříbrná medaile  | Marcela Kubatková       | Slezská univerzita Ostrava  | 1:10:01                 | +5:16                   |
| Bronzová medaile              | Tomáš Doležal           | USK Praha                    | 1:28:13                 | +4:47                   | Bronzová medaile  | Ada Kuchařová           | KOS TJ Tesla Brno           | 1:10:23                 | +5:38                   |
| 4                             | Martin Tichovský        | SK OK 24 Praha               | 1:29:29                 | +6:03                   | 4                 | Hana Doleželová         | TJ TŽ Třinec                | 1:11:08                 | +6:23                   |
| 5                             | Josef Hubáček           | OOB TJ Slovan Luhačovice     | 1:29:49                 | +6:23                   | 5                 | Hana Lejsková           | USK Praha                   | 1:11:40                 | +6:55                   |
| 6                             | Vít Pospíšil            | USK Praha                    | 1:30:13                 | +6:47                   | 6                 | Iva Knapová             | OK Lokomotiva Pardubice     | 1:12:13                 | +7:28                   |
| 7                             | Jan Gajda               | USK Praha                    | 1:30:17                 | +6:51                   | 7                 | Šárka Valášková         | USK Praha                   | 1:12:59                 | +8:14                   |
| 8                             | Vlastimil Uchytil       | Sportcentrum Jičín           | 1:31:00                 | +7:34                   | 8                 | Paulína Májová          | KOBRA Bratislava            | 1:14:16                 | +9:31                   |
| 9                             | Jiří Hlaváč             | VSK Mendelu Brno             | 1:32:48                 | +9:22                   | 9                 | Erika Pařízková         | USK Praha                   | 1:15:35                 | +10:50                  |
| 10                            | Zdeněk Zuzánek          | OOB TJ Tatran Jablonec n. N. | 1:33:09                 | +9:43                   | 10                | Marcela Klapalová       | SOOB Spartak Rychnov n.Kn.  | 1:16:12                 | +11:27                  |
| Pořadí                        | H19 – junioři           | H19 – junioři                | H19 – junioři           | H19 – junioři           | Pořadí            |                         |                             |                         |                         |
| Zlatá medaile                 | Karel Haas              | OK Lokomotiva Pardubice      | 1:14:51                 |                         |                   |                         |                             |                         |                         |
| Stříbrná medaile              | Michal Jedlička         | OK Slavia Hradec Králové     | 1:15:01                 | +0:10                   |                   |                         |                             |                         |                         |
| Bronzová medaile              | Marek Prášil            | OK Jihlava                   | 1:15:40                 | +0:49                   |                   |                         |                             |                         |                         |
| Pořadí                        | H17 – starší dorostenci | H17 – starší dorostenci      | H17 – starší dorostenci | H17 – starší dorostenci | Pořadí            | D17 – starší dorostenky | D17 – starší dorostenky     | D17 – starší dorostenky | D17 – starší dorostenky |
| Zlatá medaile                 | Radek Novotný           | SKP Hradec Králové           | 1:04:49                 |                         | Zlatá medaile     | Iva Navrátilová         | SKP Hradec Králové          | 49:49                   |                         |
| Stříbrná medaile              | Tomáš Vácha             | OK Jiskra Nový Bor           | 1:05:13                 | +0:24                   | Stříbrná medaile  | Eva Švandová            | SK Žabovřesky Brno          | 53:31                   | +3:42                   |
| Bronzová medaile              | Václav Zakouřil         | OOB TJ Turnov                | 1:06:37                 | +1:48                   | Bronzová medaile  | Martina Horáčková       | Slavia Liberec orienteering | 53:32                   | +3:43                   |
| Pořadí                        | H15 – mladší dorostenci | H15 – mladší dorostenci      | H15 – mladší dorostenci | H15 – mladší dorostenci | Pořadí            | D15 – mladší dorostenky | D15 – mladší dorostenky     | D15 – mladší dorostenky | D15 – mladší dorostenky |
| Zlatá medaile                 | Ivo Habán               | KOS TJ Tesla Brno            | 56:01                   |                         | Zlatá medaile     | Kateřina Heczková       | TJ TŽ Třinec                | 39:13                   |                         |
| Stříbrná medaile              | Michal Horáček          | Slavia Liberec orienteering  | 56:16                   | +0:15                   | Stříbrná medaile  | Hana Ryglová            | SKP Hradec Králové          | 40:04                   | +0:51                   |
| Bronzová medaile              | Jakub Janota            | KOS TJ Tesla Brno            | 56:31                   | +0:30                   | Bronzová medaile  | Petra Borůvková         | Tempo Praha                 | 41:37                   | +2:24                   |
| << předchozí • následující >> |                         |                              |                         |                         |                   |                         |                             |                         |                         |

Souhrnné informace naleznete v článku Mistrovství Československa v orientačním běhu na klasické trati.

## Mistrovství ČSFR na krátké trati
| Datum závodu   | 20. 9. 1992   |  | Místo konání    | Malé Hradisko • aréna |  | Pořadatel       | KOB ZPV Prostějov |
| Ředitel závodu |               |  | Hlavní rozhodčí |                       |  | Stavitelé tratí | Miroslav Chmelař  |
| Název mapy     | U Suché louky |  | Web závodu      |                       |  | Výsledky závodu |                   |

| Zkrácené výsledky             | Zkrácené výsledky                         | Zkrácené výsledky                                           | Zkrácené výsledky            | Zkrácené výsledky            | Zkrácené výsledky | Zkrácené výsledky            | Zkrácené výsledky            | Zkrácené výsledky            | Zkrácené výsledky            |
| Pořadí                        | H21 – muži                                | H21 – muži                                                  | H21 – muži                   | H21 – muži                   | Pořadí            | D21 – ženy                   | D21 – ženy                   | D21 – ženy                   | D21 – ženy                   |
| ----------------------------- | ----------------------------------------- | ----------------------------------------------------------- | ---------------------------- | ---------------------------- | ----------------- | ---------------------------- | ---------------------------- | ---------------------------- | ---------------------------- |
| Zlatá medaile                 | Jozef Pollák                              | Akademik TU Košice                                          | 24:10                        |                              | Zlatá medaile     | Marcela Kubatková            | Slezská univerzita Ostrava   | 23:25                        |                              |
| Stříbrná medaile              | Petr Kozák                                | USK Praha                                                   | 24:16                        | +0:06                        | Stříbrná medaile  | Šárka Valášková              | USK Praha                    | 25:06                        | +1:41                        |
| Bronzová medaile              | Martin Tichovský                          | SK OK 24 Praha                                              | 24:46                        | +0:36                        | Bronzová medaile  | Jana Cieslarová              | Slezská univerzita Ostrava   | 25:09                        | +1:44                        |
| 4                             | Tomáš Lejsek                              | USK Praha                                                   | 25:13                        | +1:03                        | 4                 | Iva Knapová                  | OK Lokomotiva Pardubice      | 25:21                        | +1:56                        |
| 5                             | Evžen Pekárek                             | VSK Mendelu Brno                                            | 25:30                        | +1:20                        | 5                 | Hana Doleželová              | TJ TŽ Třinec                 | 25:26                        | +2:01                        |
| 6                             | Vlastimil Uchytil                         | Sportcentrum Jičín                                          | 25:35                        | +1:25                        | 6                 | Hana Lejsková                | USK Praha                    | 26:38                        | +3:13                        |
| 7                             | Jan Gajda                                 | USK Praha                                                   | 25:40                        | +1:30                        | 7                 | Ada Kuchařová                | KOS TJ Tesla Brno            | 26:49                        | +3:24                        |
| 8                             | Libor Zřídkaveselý                        | VSK Mendelu Brno                                            | 25:53                        | +1:43                        | 8                 | Mária Honzová                | Slezská univerzita Ostrava   | 27:04                        | +3:39                        |
| 9                             | Jaromír Šrámek Tomáš Prokeš Jozef Wallner | Lokomotiva Šumperk USK Praha TJ Slávia Farmaceut Bratislava | 25:59                        | +1:49                        | 9                 | Erika Pařízková              | USK Praha                    | 27:21                        | +3:56                        |
|                               |                                           |                                                             |                              |                              | 10                | Olga Jirsová                 | USK Praha                    | 27:35                        | +4:10                        |
| Pořadí                        | H15 (17) - starší dorostenci              | H15 (17) - starší dorostenci                                | H15 (17) - starší dorostenci | H15 (17) - starší dorostenci | Pořadí            | D15 (17) - starší dorostenky | D15 (17) - starší dorostenky | D15 (17) - starší dorostenky | D15 (17) - starší dorostenky |
| Zlatá medaile                 | Jakub Janota                              | KOS TJ Tesla Brno                                           | 21:31                        |                              | Zlatá medaile     | Kateřina Mikšová             | SK Praga                     | 17:55                        |                              |
| Stříbrná medaile              | Marek Otruba                              | KOB ZPV Prostějov                                           | 22:16                        | +0:45                        | Stříbrná medaile  | Helena Novotná               | OOS TJ Spartak Vrchlabí      | 18:30                        | +0:35                        |
| Bronzová medaile              | Radek Novotný                             | SKP Hradec Králové                                          | 22:21                        | +0:50                        | Stříbrná medaile  | Jana Součková                | OK Sparta Praha              | 18:30                        | +0:35                        |
| << předchozí • následující >> |                                           |                                                             |                              |                              |                   |                              |                              |                              |                              |

Souhrnné informace naleznete v článku Mistrovství Československa v orientačním běhu na krátké trati.

## Mistrovství ČSFR družstev
| Datum závodu   | 26. 9. 1992 |  | Místo konání    | Lindava - Pusté kostely • aréna |  | Pořadatel       | OK Jiskra Nový Bor + SKP Česká Lípa |
| Ředitel závodu |             |  | Hlavní rozhodčí |                                 |  | Stavitelé tratí | Jaroslav Lamač                      |
| Název mapy     | Lenka       |  | Web závodu      |                                 |  | Výsledky závodu |                                     |

| Zkrácené výsledky             | Zkrácené výsledky | Zkrácené výsledky | Zkrácené výsledky | Zkrácené výsledky | Zkrácené výsledky | Zkrácené výsledky | Zkrácené výsledky | Zkrácené výsledky | Zkrácené výsledky |
| Pořadí                        | DH21 - dospělí | DH21 - dospělí    | DH21 - dospělí    | Pořadí            | DH18 - dorost | DH18 - dorost     | DH18 - dorost     |                   |                   |
| ----------------------------- | --- | ----------------- | ----------------- | ----------------- | --- | ----------------- | ----------------- | ----------------- | ----------------- |
| Zlatá medaile                 | USK Praha Tomáš Doležal Erika Pařízková Petr Kozák Šárka Valášková Tomáš Prokeš Hana Lejsková Jan Gajda                     | 5:20:52           |                   | Zlatá medaile     | SOK TJ Turnov Martin Dědek Romana Richtrová Petr Kvapil Pavla Pospíšilová Tomáš Zakouřil Věra Kvapilová Václav Zakouřil | 4:51:23           |                   |                   |                   |
| Stříbrná medaile              | USK Praha Martin Škvor Magda Horová Tomáš Lejsek Kristýna Šimůnková Roman Horký Olga Jirsová Petr Bořánek                   | 5:30:55           | +10:03            | Stříbrná medaile  | SKP Hradec Králové Jan Grusser Markéta Pacltová Jan Jiran Hana Ryglová Zbyněk Hovorka Iva Navrátilová Radek Novotný     | 4:54:33           | +3:10             |                   |                   |
| Bronzová medaile              | KOS TJ Tesla Brno Petr Strejček Pavla Bočková Pavel Milán Jana Galíková Vlastislav Šebesta Ada Kuchařová Martin Štěpánek    | 5:39:03           | +18:11            | Bronzová medaile  | SK Žabovřesky Brno Petr Tomeš Kateřina Pracná Ladislav Svoboda Eva Švandová Petr Palát Šárka Střítežská Eduard Štěrbák  | 4:55:01           | +3:38             |                   |                   |
| 4                             | SK OK 24 Praha Petr Vanka Jindra Dusilová Petr Henych Eva Semíková Luboš Semík Kateřina Šulcová Martin Tichovský            | 5:47:31           | +26:39            | 4                 | SKOB Zlín Jakub Pastuszek Michaela Ročáková Martin Šenkýř Barbora Nešporová Ondřej Hájek Eva Šichnárková Martin Blažek  | 5:09:01           | +17:38            |                   |                   |
| 5                             | VSK Mendelu Brno Tomáš Honzík Ivana Kotounová Rudolf Ropek Lada Jemelíková Jaroslav Rygl Marcela Hiršová Libor Zřídkaveselý | 5:58:02           | +37:10            | 5                 | KOS TJ Tesla Brno Jan Ptáček Hana Ecksteinová Ivo Habán Petra Šňupárková Jiří Procházka Lenka Čechová Jakub Janota      | 5:11:26           | +20:03            |                   |                   |
| << předchozí • následující >> | |                   |                   |                   | |                   |                   |                   |                   |

Souhrnné informace naleznete v článku Mistrovství Československa v orientačním běhu družstev.

## Mistrovství ČR štafet
| Datum závodu   | 27. 9. 1992     |  | Místo konání    | Mšeno nad Nisou - Břízky • aréna |  | Pořadatel       | OOB TJ Tatran Jablonec n. N. |
| Ředitel závodu | Ondřej Táborský |  | Hlavní rozhodčí | Karel Böhm                       |  | Stavitelé tratí | Zdeněk Zuzánek               |
| Název mapy     | Břízky          |  | Web závodu      |                                  |  | Výsledky závodu |                              |

| Zkrácené výsledky             | Zkrácené výsledky                                                 | Zkrácené výsledky | Zkrácené výsledky | Zkrácené výsledky | Zkrácené výsledky                                                          | Zkrácené výsledky | Zkrácené výsledky | Zkrácené výsledky | Zkrácené výsledky |
| Pořadí                        | H21 – muži                                                        | H21 – muži        | H21 – muži        | Pořadí            | D21 – ženy                                                                 | D21 – ženy        | D21 – ženy        |                   |                   |
| ----------------------------- | ----------------------------------------------------------------- | ----------------- | ----------------- | ----------------- | -------------------------------------------------------------------------- | ----------------- | ----------------- | ----------------- | ----------------- |
| Zlatá medaile                 | USK Praha Tomáš Prokeš Tomáš Lejsek Jan Gajda                     | 3:06:12           |                   | Zlatá medaile     | Slezská univerzita Ostrava Marcela Kubatková Mária Honzová Jana Cieslarová | 2:25:04           |                   |                   |                   |
| Stříbrná medaile              | VSK Mendelu Brno Jaroslav Rygl Tomáš Honzík Libor Zřídkaveselý    | 3:09:02           | +2:50             | Stříbrná medaile  | USK Praha Erika Pařízková Hana Lejsková Šárka Valášková                    | 2:29:27           | +4:23             |                   |                   |
| Bronzová medaile              | VSK VŠB TU Ostrava Stanislav Mudrák Martin Sadílek Tomáš Kovářík  | 3:12:31           | +6:19             | Bronzová medaile  | KOS TJ Tesla Brno Pavla Bočková Jana Galíková Ada Kuchařová                | 2:43:34           | +18:30            |                   |                   |
| 4                             | Sportcentrum Jičín Jaromír Tišer Zdeněk Zikmund Vlastimil Uchytil | 3:12:43           | +6:31             | 4                 | USK Praha Magda Horová Kristýna Šimůnková Olga Jirsová                     | 2:43:53           | +18:49            |                   |                   |
| 5                             | VSK Mendelu Brno Jan Šidla Evžen Pekárek Tomáš Podmolík           | 3:16:45           | +10:33            | 5                 | SOOB Spartak Rychnov n.Kn. Jana Smutná Nataša Mikulecká Marcela Klapalová  | 2:52:00           | +26:56            |                   |                   |
| Pořadí                        | H17 – dorostenci                                                  | H17 – dorostenci  | H17 – dorostenci  | Pořadí            | D17 – dorostenky                                                           | D17 – dorostenky  | D17 – dorostenky  |                   |                   |
| Zlatá medaile                 | SKP Hradec Králové Jan Grusser Zbyněk Hovorka Radek Novotný       | 2:21:09           |                   | Zlatá medaile     | SKP Hradec Králové Markéta Pacltová Hana Ryglová Iva Navrátilová           | 1:59:06           |                   |                   |                   |
| Stříbrná medaile              | OK Slavia Hradec Králové David Hepner Jiří Paclík David Komín     | 2:24:23           | +3:14             | Stříbrná medaile  | SK Žabovřesky Brno Petra Matulová Nataša Přerovská Kateřina Pracná         | 2:02:40           | +3:34             |                   |                   |
| Bronzová medaile              | SK Žabovřesky Brno Petr Tomeš Petr Palát Eduard Štěrbák           | 2:26:34           | +5:25             | Bronzová medaile  | Sportcentrum Jičín Mizerová Olga Bártová Renata Havrdová                   | 2:04:01           | +4:55             |                   |                   |
| << předchozí • následující >> |                                                                   |                   |                   |                   |                                                                            |                   |                   |                   |                   |

Souhrnné informace naleznete v článku Mistrovství Československa v orientačním běhu štafet.